# Lyudmila Pavlichenko
Lyudmila Mikhailovna Pavlichenko (Bila Tserkva, 12 de julho de 1916 — Moscou, 10 de outubro de 1974) foi uma franco-atiradora soviética durante a II Guerra Mundial. A ela foi creditada a morte de 309 soldados nazistas (possivelmente mais de 500), sendo ainda hoje considerada a franco-atiradora mais bem sucedida na história.

## Biografia
Lyudmila nasceu em Bila Tserkva, cerca de 80km ao sul de Kiev, na Ucrânia em 12 de julho de 1916. Aos 14 anos mudou-se para Kiev com a família. Nesta época, associou-se a um clube de tiro local, vindo a tornar-se uma exímia atiradora. Trabalhou em uma fábrica de armamentos em Kiev, até sua entrada na universidade em 1937. Como aluna da Universidade de Kiev, defendeu em seu mestrado a vida de Bohdan Khmelnytskyi.

## Carreira
Em junho de 1941, aos 24 anos de idade, Lyudmila já estava em seu quarto ano de história na Universidade de Kiev, quando a Alemanha Nazista começou a invasão da União Soviética. Lyudmila estava entre os primeiros da lista de voluntários para recrutamento. Onde foi selecionada para participar da infantaria e posteriormente, ela foi designada para o 25º Exército Vermelho - Divisão de Infantaria. Pavlichenko tinha então a opção de se tornar uma enfermeira, mas recusou, sua intenção era participar ativamente dos combates. Desta forma se tornou uma das duas mil atiradoras de elite do sexo feminino no Exército Vermelho, das quais somente cerca de 500 sobreviveriam à guerra.
Como atiradora furtiva, fez sua primeira vítima nas proximidades de Belyayevka, usando um rifle de ferrolho Mosin-Nagant, com luneta. Tipo de rifle comum entre os atiradores russos, como Roza Shanina e Vassili Zaitsev.
Pavlichenko lutou por mais ou menos dois meses e meio em Odessa, onde contabilizaria 187 mortes. Quando os alemães tomaram o controle de Odessa, sua unidade foi evacuada através do Mar Negro até o porto de Sebastopol na Península da Crimeia. Em maio de 1942, já então Tenente, foi condecorada por ter matado 257 soldados alemães. Seu número total de mortes durante a Segunda Guerra seria de 309, incluindo 36 snipers e pelo menos 100 oficiais. Normalmente costumava trabalhar com um observador a uns 200-300m à frente de sua unidade, muitas vezes ficando imóvel por 18 horas seguidas.
Em junho de 1942, Pavlichenko foi atingida por um morteiro e foi retirada da batalha por quase um mês, até sua recuperação. Após a recuperação ela foi enviada para o Canadá e para os Estados Unidos, para uma visita pública e se tornou o primeiro cidadão soviético a ser recebido pelo presidente dos Estados Unidos, Franklin Roosevelt, que a recebeu na Casa Branca. Depois, ela foi convidada por Eleanor Roosevelt a fazer um tour pelos Estados Unidos relatando suas experiências em combate. Como presente ganhou uma pistola Colt semi-automática, e no Canadá foi presenteada com um rifle Winchester, que atualmente está no Museu das Forças Armadas de Moscou.

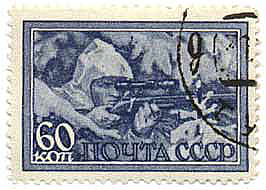
1943 Selo Postal

Promovida a major, nunca mais voltou ao combate mas se tornou instrutora e treinou vários snipers soviéticos até a guerra terminar. Em 1943, ela recebeu a Estrela de Ouro de Herói da União Soviética, fato que rendeu sua imagem num selo comemorativo. Seu rifle preferido era um Rifle Tokarev SVT-40, semi-automático.
Depois da guerra, ela terminou seus estudos na Universidade de Kiev e começou uma carreira como historiadora. De 1945 a 1953, foi assistente de pesquisas do Chefe do Quartel-General da Marinha Soviética. Em 1976, foi novamente lembrada em outra edição dos selos comemorativos. Sendo depois integrada ao Comitê Soviético de Veteranos da Guerra.

## Morte
Lyudmila morreu dia 10 de outubro de 1974, aos 58 anos, em Moscou, devido a um AVC, e foi enterrada no Cemitério Novodevichy em Moscou. Dois anos depois um navio cargueiro ucraniano seria batizado com seu nome.